# Невидимий гість
«Невидимий гість» (ісп. Contratiempo, «нещасний випадок, перешкода») — іспанський детективний  кінотрилер 2016 року. Світова прем'єра відбулась 23 вересня 2016 року в США, а в  Іспанії фільм був випущений 6 січня 2017 року. Режисером і сценаристом виступив Оріол Пауло. Музику склав Фернандо Веласкес.
На 6 липня 2020 року фільм займав 243-у позицію у списку 250 найкращих фільмів за версією IMDb.

## Сюжет
Адріан Дорія — молодий бізнесмен, якого звинувачують у вбивстві своєї коханки Лаури Відал. Він не визнає свою провину і до суду утримується під домашнім арештом. Його юрист Фелікс наймає для нього адвоката Вірджинію Гудман, для якої це остання справа в кар'єрі, і вона не збирається її програвати. Увечері перед судом Вірджинія приходить до Адріана, щоб придумати найкращу стратегію для захисту. Вона каже, що у них є три години, і просить Адріана розповісти все, як було.
Адріан розповідає Вірджинії, як він і Лаура, отримавши анонімне повідомлення від шантажиста, зустрілися в готелі далеко від міста, проте зрозуміли, що це пастка, і спробували піти. Адріана хтось вдарив, і він знепритомнів. Коли він приходить до тями, то виявляє, що Лаура мертва і всі гроші, призначені для шантажиста, розкидані по ванній. Коли прибуває поліція, виявляється, що двері кімнати замкнені зсередини, вікна теж заблоковані. Ніхто не міг би увійти в кімнату і залишитися непоміченим. Тому Адріан — єдиний підозрюваний у вбивстві Лаури. Але Вірджинія наполягає на тому, що Адріан розповідає їй не всю історію, і щоб допомогти йому, вона повинна знати всю правду.
Тоді Адріан розповідає про свою ділову поїздку в Париж. Насправді він не поїхав до Парижа, а був на побаченні з Лаурою. На зворотному шляху на заміській дорозі відбувається аварія і, хоча з ними все в порядку, молодий чоловік на ім'я Даніель Гаррідо, водій машини, що з ними зіткнулася, гине. Лаура вирішує, що це не їх вина, оскільки Даніель листувався за кермом по телефону і не пристебнув ремінь безпеки. По дорозі проїжджає інший автомобіль, який зупиняється, щоб запропонувати допомогу. Лаура бере мобільний Даніеля, який у цей час дзвонить, щоб водій, що викликався допомогти, нічого не запідозрив; вони роблять вигляд, що зіткнулися один з одним, і допомога не потрібна. Лаура вмовляє Адріана позбутися машини і тіла Даніеля, адже на карту поставлено майбутнє і Адріана, і Лаури. Адріан погоджується і з тілом у багажнику їде машиною загиблого, уже в темряві зіштовхуючи її в місцеве озеро.
Поки Адріан розбирається з машиною Даніеля, Лаура сидить в машині Адріана і не може завести її. До неї на допомогу приходить місцевий житель, який буксирує її машину для ремонту до себе додому. Поки Лаура розмовляє з його дружиною, чоловік лагодить машину. Лаура представляється іншим ім'ям і каже, що їхала одна. У будинку, переглядаючи рамки з фотографіями, Лаура розуміє, що вона знаходиться у батьків Даніеля. У цей час вони дзвонять синові на мобільний і Лаура, у кишені якої мобільний загиблого, швидко засовує його в крісло в будинку. Коли Лаура прощається і йде, сеньйор Гаррідо зауважує, що за кермом Лаура підправила сидіння, тобто швидше за все до цього за кермом сиділа не вона. Повернувшись за Адріаном, Лаура все розповідає йому; вони повертаються в місто і обіцяють більше ніколи не зустрічатися.
Намагаючись відволіктися від того, що сталося, Адріан концентрується на своєму бізнесі. Через кілька днів його викликають у поліцію, оскільки сеньйор Гаррідо вказав номер автомобіля Лаури, який виявився автомобілем Адріана. Юрист Адріана Фелікс організовує фейкове алібі, нібито той у день аварії був у Парижі. Через деякий час Адріану привласнюють статус «Молодого бізнесмена року». На церемонії святкування до нього підходить сеньйор Гаррідо, який підозрює, що Адріан щось знає про смерть його сина, але Адріан все заперечує і охорона виводить Гаррідо.
Через кілька тижнів Адріан дізнається з новин, що поліція вважає зниклого раніше молодого співробітника банку Даніеля Гаррідо винним у шахрайстві з рахунками клієнтів і що він не пропав, а втік після того, як вкрав велику суму грошей. Адріан дзвонить Лаурі і розповідає їй це; при зустрічі вона зізнається, що взяла тоді не тільки телефон, але і гаманець мертвого. Використовуючи картку ідентифікації зниклого, вона зламала рахунок і вкрала гроші, щоб відволікти поліцію. Лаура також загрожує Адріану, що якщо той піде в поліцію, то вона підставить і його теж.
Кілька днів потому Адріан отримує фото озера, де він втопив машину, і аудіозапис, на якому голос наказує йому і Лаурі приїхати в готель на околиці міста з сумою 100 тисяч євро. Далі відбувається так, як він уже розповідав, крім одного моменту. Насправді він бачив обличчя того, хто вдарив його. Це був сеньйор Гаррідо.
Вірджинія запевняє Адріана, що, на відміну від поліції, вона вірить йому і його розповідь правдоподібна, бо сеньйора Гаррідо працює саме в цьому готелі і могла б влаштувати приховане проникнення в кімнату для чоловіка. Далі вона заявляє, що Адріан на суді повинен зізнатися, що позбувся тіла Даніеля — це дозволить зробити версію помсти з боку сеньйора Гаррідо правдоподібною. Вона просить його відзначити на карті місце на озері, куди він зіштовхнув машину. Адріан також зізнається, що перед тим, як штовхнути машину в озеро, він зрозумів, що Даніель ще живий, але це не зупинило його.
Тим часом Вірджинія говорить Адріану, що вона зрозуміла, що насправді він не жертва обставин, а, бажаючи звалити провину на Лауру і Гаррідо, хоче врятувати себе. У цей час дзвонить Фелікс і заявляє, що водій, який бачив їх на трасі і міг би виступити в суді, тепер підкуплений і не буде робити заяви проти Адріана. Оскільки все залагоджено, Вірджинія виходить, кажучи, що скоро повернеться. Адріан зауважує, що ручка, яку вона дала йому, насправді містить прихований мікрофон і радіопередавач. Через вікно він бачить квартиру в будинку навпроти, де за ним спостерігає сеньйор Гаррідо. Туди ж входить Вірджинія, яка, насправді, виявляється сеньйорою Гаррідо, що змінила свою зовнішність за допомогою перуки і гриму. За допомогою тієї ручки сеньйор Гаррідо записав на магнітофон все зізнання Адріана і тепер дзвонить у поліцію із заявою, що в них є свідчення про вбивство їхнього сина. У цей час у двері квартири Адріана дзвонить справжня Вірджинія Гудман, але Адріан вже розуміє, що для нього все скінчено.

## У ролях
- Маріо Касас — Адріан Дорія
- Барбара Ленні — Лаура Відаль
- Іньїґо Ґастезі — Даніель Авіла Ґаррідо
- Франсеск Орелья[en] — Фелікс Лейва, адвокат Адріана
- Давид Сельвас[en] — Бруно Відаль, чоловік Лаури
- Сан Єламос — Соня, дружина Адріана
- Хосе Коронадо[es] — Томас Ґаррідо, батько Даніеля
- Ана Ваґенер[en] — Ельвіра Ґаррідо, мати Даніеля
- Манель Дуесо — інспектор Мілан
- Бланка Мартінес — Вірджинія Ґудман
- Пако Тоус — водій
- Рут Льопіс — Ева
- Мартіна Уртадо — Алекс
- Пере Брасо — агент

## Виробництво
Стрічку фільмували у місті Тарраса, а також в інших місцях Іспанії —  Барселоні та регіоні Біскайя.